# منفذ الحديثة
منفذ الحديثة هو المنفذ الحدودي البري للمملكة العربية السعودية مع المملكة الأردنية الهاشمية، ويتبع جغرافياً لمركز الحديثة التابع لمحافظة القريات في منطقة الجوف بالمملكة العربية السعودية.